# Arány
Az arány két azonos mértékegységben kifejezett mennyiség közötti viszony, amely alapvetően  a mérés útján történő összehasonlításból állapítható meg.

## A matematikában
Az arányt hányados alakjában fejezzük ki, az így kapott eredmény elnevezése aránymutató. Például: 10 méter / 6 méter = 5/3. 
Az arány azon tagja, mely a hányadosnál az osztandó helyén szerepel, az előtag, amelyik az osztó helyén áll, az utótag. Aszerint, hogy az aránymutató az egységnél (1/1) nagyobb, vagy kisebb, az arány lehet fogyó, illetőleg növekedő. Ha az aránymutató éppen egyenlő az egységgel, akkor az összehasonlított mennyiségek egymással egyenlők. 
Összemérhetetlen (latinul incommensurabilis) mennyiségek összehasonlításából olyan arány keletkezik, melynek aránymutatója irracionális szám. Például: ha a négyzet átlóját az oldalával állítjuk arányba. Bármilyen mértékegységűek legyenek is az arány tagjai, az aránymutató mindig mértékegység nélküli szám.
Az arányt latinosan proporciónak is szokták nevezni, de a ratio szónak is van ilyen jelentése (vö. irracionális). Használatos még a „kvóciens” („hányados”) kifejezés is, noha ritkábban.

## A művészetben
A művészetben az arány az egyes részek méretének viszonya az egészhez és minden rész méretének viszonya valamennyi rész méretéhez. Az arány minden alkalommal jelentkezik, valahányszor valaminek, ami önmagában teljes egész, különböző formájú részei vannak. Erre jó példa az emberi test, vagy pedig ha több tárgy együttvéve összillő egészet képez, mint például az épületen az oszlopok, pillérek, ívek, gerendák és a szerkezetnek többi része.
A hangok aránya a beszéd és a zene.
Aránya van a testek egyes részeinek megvilágítottságában és szineiben is. Minthogy az emberi alak legmegfelelőbb tárgya a művészeti utánzásnak, azért a művészetben annak arányai a legnagyobb jelentőségük. Az emberi test arányait a művészet ősidőktől fogva tanulmányozta. Kezdetben ezek a tanulmányok pótolták a művészeti anatómiát. A testalkat arányainak megállapításánál bizonyos hosszúságú és egységül elfogadott vonal szolgált alapul: például a test magasságának ezred része, a középső ujj, a fej, esetleg az arc hossza. Úgy tartották, hogy a fej hossza nyolcszor véve adja a test egész magasságát. De ez az arány nem volt állandó, mert némelyek a fejet hétszer, mások kilencszer vették. Az ilyen mérések nem voltak egyértelműek, mert nehéz pontosan megállapítani a pontokat, amelyekből a mérés kiindul. Továbbá hozzájárul, hogy egyik ember arányai a másikéitól eltérnek.
Kétségtelen, hogy az ókori művészet is kereste az eltérések között a középarányt, de azt nem lehet bizonyítani, hogy valamelyiket általános szabályul elfogadták volna. Így az egyiptomi szobrászat és festőművészet hagyatékaként fönnmaradt sok ezer alak arány tekintetében egymástól erősen eltérő. Azt sem lehet tudni, hogy a test magasságát és főbb részeit következetesen akár a talpnak, akár a kéz középső ujjának hosszával mérték volna. A görög művészetben egy középarányt Polykleitos állapított meg és e mintaszobrot kánonnak nevezték, ami arra utal, hogy legalább egy ideig, ha nem is általánosan, de mégis mintaként szolgált. A görögök az arányt szimmetriának (összemérés) nevezték, amiről Plinius állította, hogy nincs latin neve. A szimmetria szónak ma más az értelme.
A proporció (latinul pro portione) szót Cicero alkotta a görög analógia fogalmának megjelölésére. A proporció ma az arány egyik régies elnevezése.
A renaissance-művészet korában is többen behatóan tanulmányozták az emberi test arányait. Leonardo da Vinci a Festőművészetről szóló művének (latin címe Trattato della Pittura) 7-ik fejezetében tárgyalja az emberi test arányait és mozdulatait. Később Luca Pacioli könyvet írt az isteni arányról (latinul Divina Proporzione). Dürer Albert szintén írt a tárgyról. Ide tartozik továbbá Schadow Gottfried könyve is: „Polyclet, oder von den Massen d. Menschen nach dem Geschlechte und Alter stb., Berlin, 1834.”

### Az építészetben
Henszlmann Imre véleménye szerint az ókoriak, kivált a görögök az emberi test arányainak szabályait az építészetre is alkalmazták. Az eljárást, melyet követtek, geometriai arányozási módnak nevezi a „Théorie des proportions appliquées dans l’architecture. Paris. 1860.” című művében. A középkori építészet arányozási módját pedig „A székesfehérvári ásatások eredménye. Pest, 1864” című munkájának egy fejezetében fejti ki.

### Az irodalomban
Az arány szerepe a költészetben, kevésbé világos, pedig itt is nagy fontosságú. Az arány az, amely a dalnak épp úgy megadja a tetszetős méreteket, mint bármely más műnek. Főleg a drámában majdnem ki lehet számítani az egyes fölvonások és jelenetek közti arányt. Elterjedt a hosszú expozíció a gyors és csattanós befejezés mellett. De az ízlés változó: a régen divatos öt felvonást a négy, majd később a három felvonás váltotta föl. Így az arány a jellemeknek egymáshoz viszonyulásában, a párbeszédek méreteiben és sok egyébben is mutatkozik. Az arány figyelmen kívül hagyása sok tehetségnek kárára vált. Néha az arányosságot el lehet túlozni, ilyenkor mesterséges, fagyos, visszatetsző arányosság lesz belőle. A francia ízlés néha túlzó az arányosságban. Az angol ízlés néha túlzó a szabadságban és az aránytalanságban.

### Az aranymetszés
Az aranymetszés az arányosságnak a természetben és a művészetben uralkodó törvénye, melyet sok területen alkalmaznak.

## Lásd még
- aránypár
- egyenes arányosság
- arányelmélet
- aranymetszés
- méretarány